# Општина Тарча (Бихор)
Тарча (рум. Tarcea) општина је у Румунији у округу Бихор.
Oпштина се налази на надморској висини од 105 m.